# Bony Blanc
El Bony Blanc és una muntanya que es troba en el terme municipal de la Vall de Boí, a la comarca de l'Alta Ribagorça, i dins del Parc Nacional d'Aigüestortes i Estany de Sant Maurici.

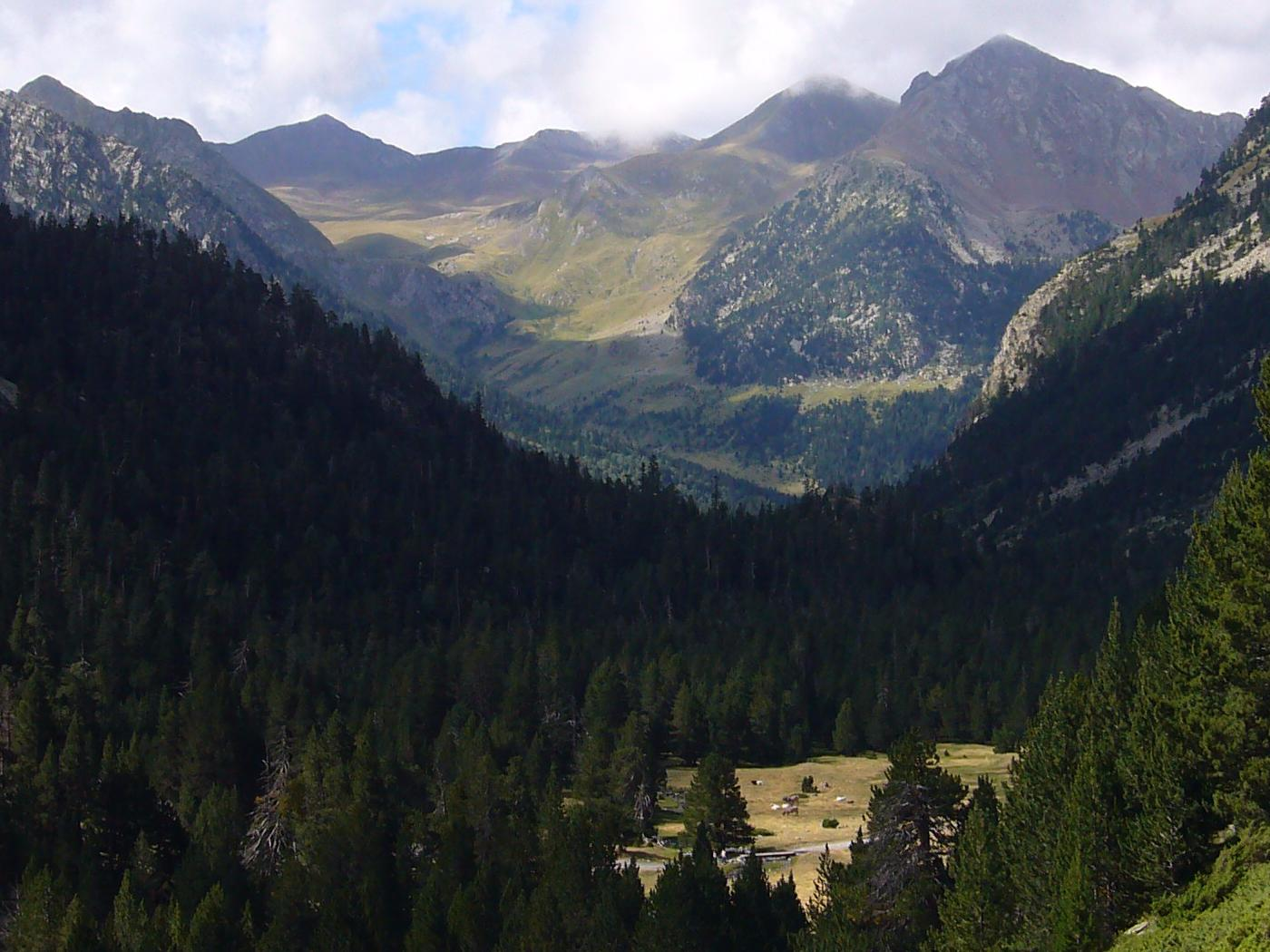
Montanyó de Llacs (Imatge amb anotacions)

El pic, de 2.755,7 metres, s'alça en la carena que delimita Montanyó de Llacs (E) i Cometes de Casesnoves (O). Té la Collada del Bony Blanc al sud i el Tuc de Llebreta al nord. Sota de la seva cara nord-est es troba la Cometa de la Qüestió. Baixant per la seva aresta nord-oest trobem el Serrat del Comptador.

## Rutes[2]
La ruta habitual ataca el cim des de la Collada del Bony Blanc.